# الرشاد (ناحية)
الرشاد هي ناحية زراعية غربي قضاء داقوق بمسافة 30 كيلومتراً جنوب غرب مدينة كركوك و200 كيلومتر شمال بغداد، أُنشئت ضمن مشروع ريّ صدام الإروائي، مساحتها 399243 دونماً، منها 189215 دونماً زراعياً، والباقي لا يصلح للزرع. استحدثت الناحية يوم 25 أيلول سنة 1989 بمرسوم مجلس قيادة الثورة "استنادا إلى أحكام المواد الرابعة والخامسة والسادسة من قانون المحافظات رقم 159 لسنة 1969 المعدل.
رسمنا بما هو آت:
- يستحدث قضاء في محافظة التأميم باسم قضاء داقوق يكون مركزه ناحية داقوق وتكون حدوده ناحية داقوق.
- تستحدث ناحية باسم ناحية الرشاد ترتبط بقضاء داقوق ويكون مركزها قرية (صدرية أبو شحمة).
- يفك ارتباط المقاطعات (75) المنسية والسلماني (70) زغيتون (9) كرحة ورفيع (8) البو خناجر من ناحية الرياض وتلحق بناحية الرشاد.
- يفك ارتباط المقاطعات (7) ربيضه, (8) كبيبه, (112) كندي بكر, (78) خازر، من مركز قضاء دبس (الملغي) وتلحق بمركز قضاء الحويجة.

".
| اسم المقاطعة ورقمها | المساحة | الإحداثيات            |
| الدكمات 69          |         | 35°4'16"N 44°3'29"E   |
| المنسية             |         | 35°1'7"N 43°54'9"E    |
| السلماني            |         | 35°1'37"N 43°51'58"E  |
| زغيتون              |         |                       |
| عاصي الحسين 76      |         |                       |
| أبو عجارب 68        |         | 35°5'44"N 44°7'12"E   |
| أبو شحمة 64         |         |                       |
| تل غارات            |         |                       |
| أبو خناجر 8         |         |                       |
| كرحة ورفيع 9        |         |                       |
| ضباع                |         |                       |
| تل خديجة 77         |         |                       |
| محمد صالح 78        |         |                       |
| سطيح 56 (تل سطيّح)   |         | 35°4'52"N 44°11'37"E  |
| سادة                |         | 35°10'43"N 44°13'22"E |
| ربيضة               |         |                       |